# G-Force (Drayton Manor)
G-Force in Drayton Manor Park (Drayton Bassett, Staffordshire, UK) war eine Stahlachterbahn vom Modell X-Car Vertical Coaster XV 2000 des Herstellers Maurer Rides, die am 26. Juli 2005 eröffnet wurde. Sie war neben Dream Coaster in Dream City (Duhok, Dohuk, Iraq) die einzige Achterbahn vom Modell X-Car Vertical Coaster XV 2000.
Die 385 m lange Strecke erreichte eine Höhe von 25 m und die Höchstgeschwindigkeit betrug 70 km/h. Es wurden drei Inversionen verbaut: ein Looping, dessen Auffahrt auch als Lifthill verwendet wird, sowie ein weltweit bisher einmaliges Element mit dem Namen Bent Cuban Eight, welches aus zwei Inversionen besteht. Die Bahn kostete 2,5 Millionen Pfund Sterling.

## Züge
G-Force besaß zwei Züge mit jeweils zwei Wagen. In jedem Wagen konnten sechs Personen (drei Reihen à zwei Personen) Platz nehmen.

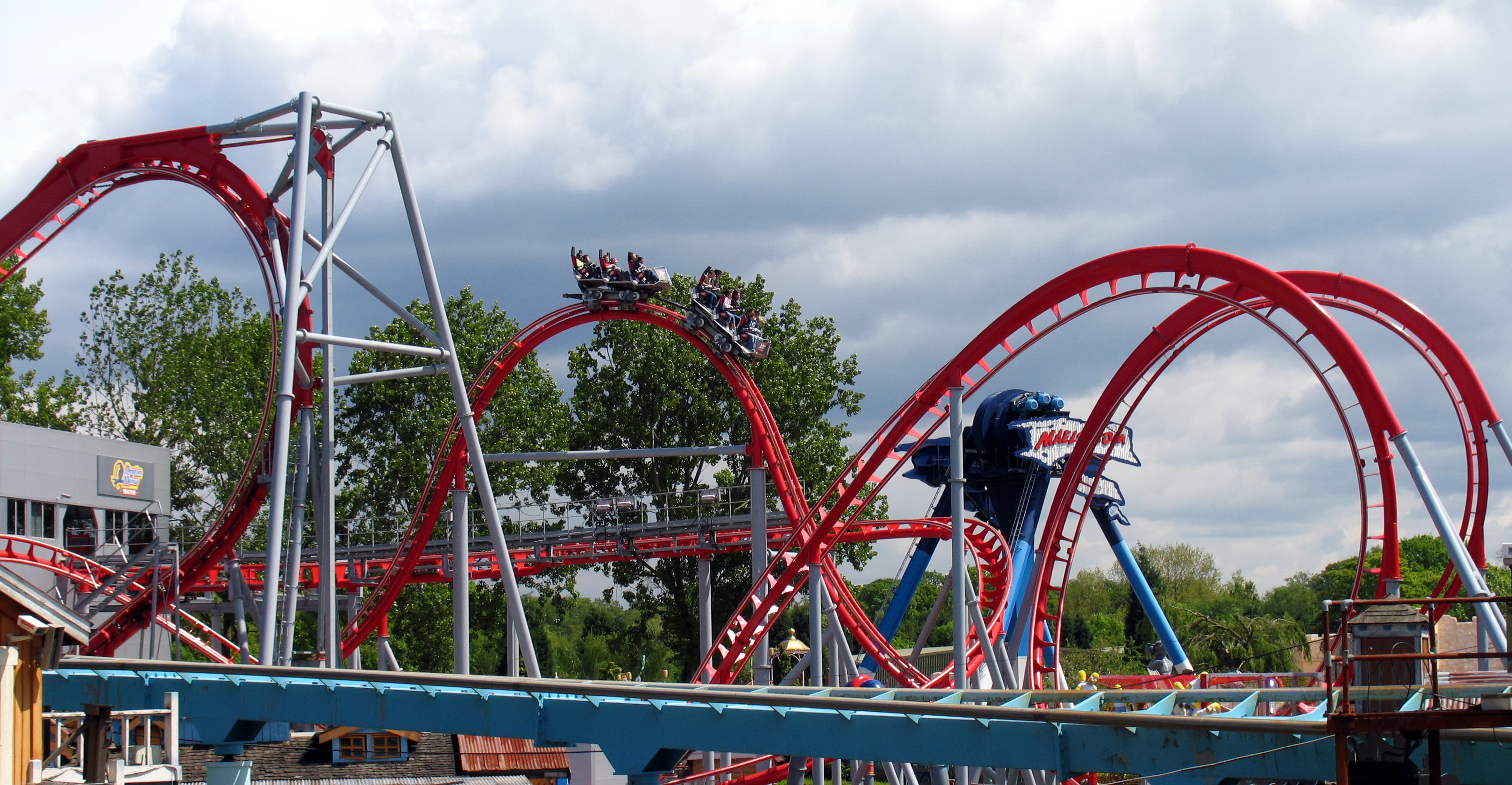

## Schließung
Schon seit längerem stand die Achterbahn still. Der Freizeitpark gab bekannt, dass sie auch zukünftig geschlossen bleiben wird. Ob sie jemals wieder öffnen wird, ließ der Park offen. Gegenüber dem britischen Freizeitpark-Magazin Themeparks-UK erklärte man, man sei stolz darauf, „ständig Verbesserungen und Veränderungen vorzunehmen“, es wurde deshalb entschieden, „G-Force auf absehbare Zeit in Rente zu schicken“. Nachdem die Bahn geschlossen worden war, stand sie noch bis Januar 2020 im Park.